# Het verhaal van onze voorouders

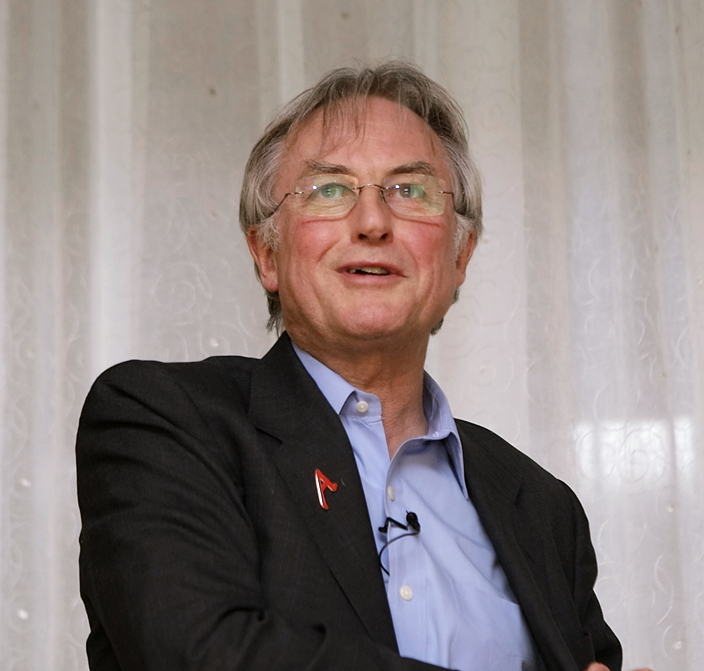
Richard Dawkins

The Ancestor's Tale. A Pilgrimage to the Dawn of Life is een populairwetenschappelijk boek uit 2004 van de Britse evolutiebioloog Richard Dawkins, dat in 2007 naar het Nederlands werd vertaald onder de naam Het verhaal van onze voorouders. Een pelgrimstocht naar de oorsprong van het leven. Het was in 2005 een van de zes genomineerden voor de jaarlijks uitgereikte Aventis Prize for Science Books van de Royal Society. Het boek laat zich lezen als een natuurwetenschappelijke versie van Geoffrey Chaucer's boek The Canterbury Tales, waarnaar de schrijver ook geregeld verwijst, waarin ditmaal de mensheid in gedachte een reis terug in de tijd maakt en ondertussen medereizigers oppikt op punten waar twee soorten zich splitsten.

## Aanpak
Aan het begin van het ruim 600 pagina's tellende boek kiest Dawkins de mensheid als uitgangspunt. Niet omdat hij deze soort als de belangrijkste beschouwt, maar enkel omdat zowel de schrijver als zijn lezers vanuit die invalshoek naar de wereld kijken. Van daaruit gaat hij theoretisch terug in de tijd om telkens te stoppen op punten waar twee soorten samenkomen in de vorm van een gemeenschappelijke voorouder, door Dawkins een concestor gedoopt. Na iedere stop - 40 in totaal - wordt het reisgezelschap groter, omdat alle soorten die afstammen van een voorouder meereizen naar het volgende punt, verder terug in de tijd, waarop ze allemaal samen splitsten van een volgende voorouder. Zo is de eerste stop het punt waarop de huidige mensheid een andere kant opging dan de chimpansees (concestor 1). Vervolgens gaan mens en chimpansee samen op weg naar het punt waarop de gorilla's zich van hen afsplitsten (concestor 2), enzovoort tot en met concestor 40.
Bij iedere stop vertelt Dawkins een toepasselijk populair-wetenschappelijk verhaal waarin globaal uitgelegd wordt wat de huidige wetenschap tot dusver ontdekt heeft over dit punt en wat specifiek kenmerkende eigenschappen zijn van de zich bij het reisgezelschap voegende soort. Naarmate het aantal concestors oploopt, komen steeds grotere aantallen organismen samen op het volgende afsplitspunt. Daardoor loopt de mate van onderscheid tussen twee samenkomende groepen gaandeweg op van het uiteengaan van ondersoorten tot aan soorten, geslachten, families, ordes, klassen, stammen tot aan rijken. Wanneer deze vormen van onderscheid allemaal aan de orde zijn geweest, gaat Dawkins verder terug in de tijd door de wereld van cellen en vervolgens moleculen te betreden.

## Duiding per concestor
Dawkins staat bij elk van de veertig stappen stil om aan te geven wat de wetenschap op het moment van uitgave daarvan zeker weet, zo goed als zeker weet, zeer waarschijnlijk acht en nog niet weet. Naarmate hij verder teruggaat in de tijd, loopt de mate van onzekerheid op, waardoor hij gedwongen wordt tot een zekere mate van speculatie. Hij kiest hierbij telkens voor de weg waarnaar de tot dantoe gevonden feiten lijken te wijzen. Daarbij geeft Dawkins voor zover mogelijk aan waarom een bepaalde denkwijze waarschijnlijk wordt geacht en waarom een andere onwaarschijnlijker, moeilijk denkbaar tot uitgesloten is, met inachtneming van de al gevonden feiten en wetenschappelijke theorieën.

## De concestors
Vanaf de mensheid gaat Dawkins naar de:
1. chimpansees
2. gorilla's
3. orang-oetans
4. gibbons
5. apen van de Oude Wereld
6. apen van de Nieuwe Wereld
7. spookdiertjes
8. lemuren & galago's
9. vliegende katten en toepaja's
10. knaagdieren & haasachtigen
11. laurasiatheria
12. xenarthra
13. afrotheria
14. buideldieren
15. cloacadieren
16. sauropsida
17. amfibieën
18. longvissen
19. coelacanten
20. straalvinnigen
21. haaien & kraakbeenvissen
22. prikken & slijmprikken
23. schedellozen
24. manteldieren
25. ambulacraria
26. protostomia
27. acoelomorpha
28. neteldieren
29. ribkwallen
30. placozoa
31. sponsdieren
32. choanoflagellata
33. mesomycetozoea (D.R.I.P.)
34. schimmels
35. amoebozoa
36. planten
37. onzeker
38. archaea
39. bacteriën
40. Het eerste leven